# NGC 5047
NGC 5047 est une très vaste galaxie lenticulaire vue par la tranche et située dans la constellation de la Vierge. Sa vitesse par rapport au fond diffus cosmologique est de 6 646 ± 24 km/s, ce qui correspond à une distance de Hubble de 98,0 ± 6,9 Mpc (∼320 millions d'al). NGC 5047 a été découverte par l'astronome germano-britannique William Herschel en 1787.
NGC 5047 présente une large raie HI.